# Thierry Warmoes
 (août 2023).
Thierry Warmoes, né le 6 juillet 1964 à Uccle, est un homme politique belge, membre du Parti du travail de Belgique (PTB). En 2019, il est désigné président de la commission Santé et Égalité des Chances à la Chambre des représentants de Belgique, avant de démissionner de toutes ses fonctions politiques en 2023.

## Biographie
Thierry Warmoes est né à Bruxelles. Il passe sa jeunesse en Flandre, à Turnhout, puis à Anvers, pendant et après ses études. Depuis 1995, il vit à Namur (successivement à Champion, Saint-Servais et Malonne)
Il étudie la biologie à l'Université d'Anvers. Il travaille pendant 15 ans à Louvain comme fonctionnaire dans le secteur de la qualité de l'eau, à la Vlaamse Milieumaatschappij (VMM). 
Membre du PTB depuis 1990, il était le président provincial du PTB Namur-Luxembourg jusqu'au congrès provincial de décembre 2022. A ce titre, il a supervisé la radiation de deux membres du PTB namurois dans des conditions qui ont attiré l’attention de médias. En, 2017, le juge Christian Panier n'a pas été renouvelé dans son adhésion au PTB pour avoir revendiqué publiquement l'hébergement de Michelle Martin, dans le cadre d’une procédure de réinsertion. Warmoes a avancé qu’il n’a fait qu’exécuter des ordres venus d’en haut. 
En 2019, un conseiller communal namurois du PTB a dû démissionner de son poste après avoir tenu des propos sexistes à l’encontre d’une collègue du CDH.

### Conseiller communal à Namur
Aux élections communales de 2018, Warmoes est élu conseiller communal à  Namur. Il devient chef du groupe PTB qui compte 3 membres. 

#### Démission
En septembre 2023, il démissionne de son poste de conseiller municipal de Namur. La raison en était le fait que son ex-femme l’accusait d’années de violences conjugales et avait déposé une plainte à ce sujet auprès du tribunal en 2019, révélée par le journal La Dernière Heure quelques jours avant sa démission du conseil municipal. Warmoes a déclaré qu’il ne voulait pas impliquer son parti dans ce procès et qu’il voulait également se concentrer sur sa défense. L'ex-épouse mentionne qu'elle a mis au courant les hautes autorités du PTB, particulièrement Sofie Merckx et d'autres députés féminins, mais ni Sofie Merckx ni le président Raoul Hedebouw ne disent être au courant de ces faits.

### Député fédéral

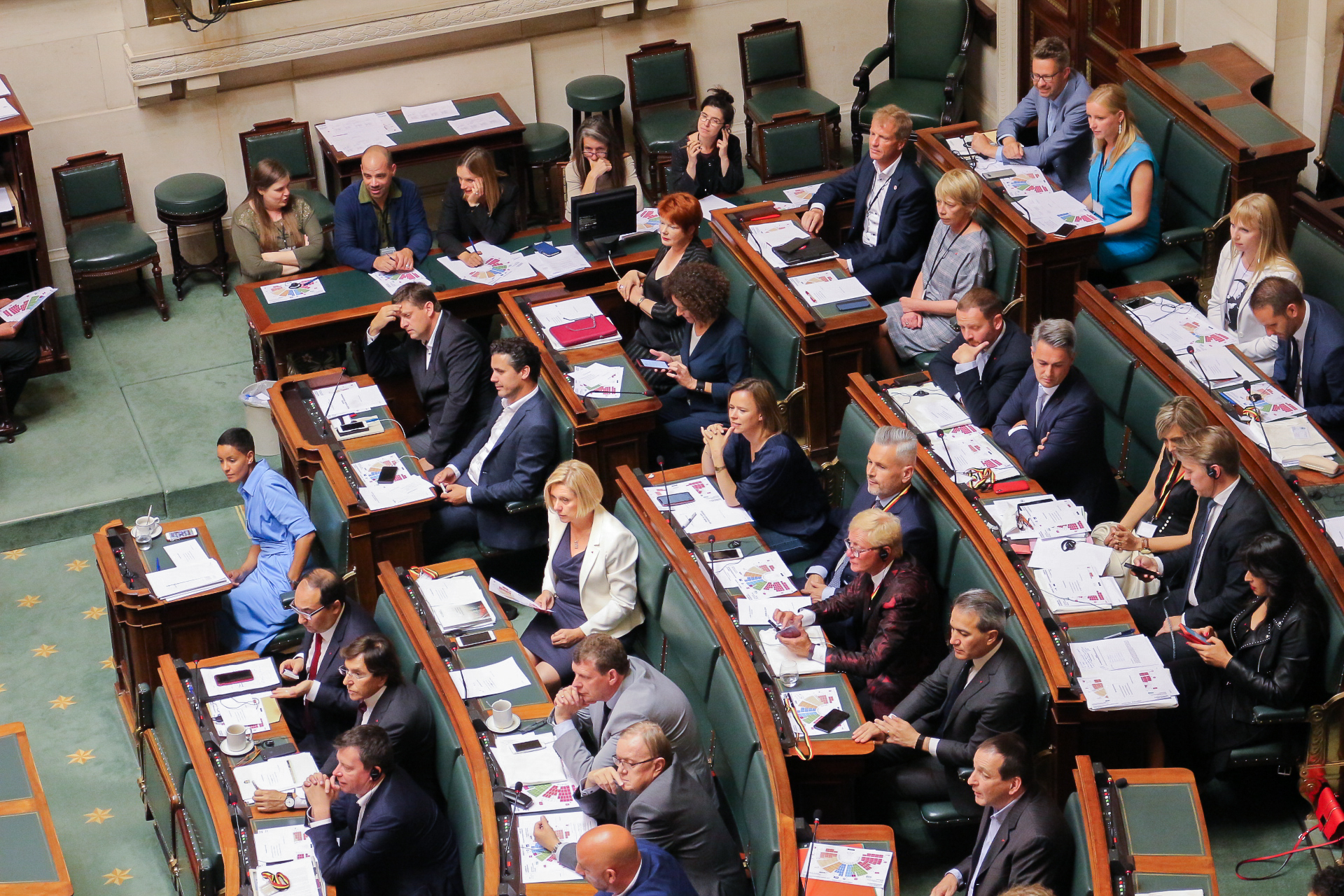
Warmoes (en bas à droite), lors d'une séance parlementaire en 2019

Aux élections législatives fédérales de 2019, il est élu député à la Chambre des Représentants. Durant la 55e législature, il préside la commission de la Santé et de l'Égalité des Chances. Il s'occupe également des questions liées à l'énergie, à l'environnement et au climat au sein du groupe PTB.  
Le 14 juillet 2023 il fait part de sa décision de mettre fin à son mandat parlementaire à partir du 21 juillet; Warmoes indique qu'il va reprendre une place vacante à la Vlaamse Milieumaatschappij où il était toujours fonctionnaire statutaire, en congé politique.
Après sa démission, il y a eu un malaise à la Chambre, quand les députés apprenaient que Warmoes présidait la commission "Egalité des chances" alors qu'il était accusé de violences conjugales .